# Vergnügte Ruh, beliebte Seelenlust, BWV 170
Vergnügte Ruh, beliebte Seelenlust, BWV 170 (Plaent repòs, benvolgut goig de l'ànima), és una cantata religiosa de Johann Sebastian Bach per al sisè diumenge després de la Trinitat, estrenada a Leipzig el 28 de juliol de 1726.

## Origen i context
El text és obra de Georg Christian Lehms (1684-1717), bibliotecari, poeta i conseller de la cort de Darmstadt, que va publicar un conjunt de textos de cantates per a tots els diumenges i festivitats de l'any litúrgic, que Bach aprofità per a un bon nombre de cantates com aquesta. Aquest diumenge s'interpretaren dues cantates, una abans del sermó, del seu cosí de Meiningen Johann Ludwig Bach i la present després de l'homilia. L'evangeli del dia Mateu (5, 20-26), que correspon al passatge del Sermó de la muntanya, és tractat en la primera cantata fet pel qual en el text de Lehm no hi ha cap cita bíblica, encara que d'alguna manera fa referència al punt en què Jesús diu que qui s'irriti amb el seu germà serà condemnat pel tribunal, el que li digui “racha” – que apareix literalment en el text – serà condemnat pel sanedrí. És una de les tres cantates que Bach escrigué per a contralt, conjuntament amb la BWV 35 i la BWV 169, en totes tres hi té una paper destacat l'orgue amb parts obligades com a solista. Per aquest diumenge només es conserva una altra cantata la BWV 9.

## Anàlisi
Obra escrita per a contralt, oboè d'amor, orgue obligat, corda i baix continu. Consta de cinc números amb el contralt com a única veu solista i sense cap coral ni la participació del cor.
1. Ària (contralt): Vergnügte Ruh, beliebte Seelenlust (Plaent repòs, benvolgut goig de l'ànima)
2. Recitatiu (contralt): Die Welt, das Sündenhaus (El món, la casa del pecat)
3. Ària (contralt): Wie jammern mich doch die verkehrten Herzen (Que em fan de pena els cors esgarriats)
4. Recitatiu (contralt): Wer sollte sich demnach (Qui, doncs, hauria de)
5. Ària (contralt): Mir ekelt mehr zu leben (Em fastigueja viure més)

A l'ària inicial, que té un aire pastoral amb un solo de l'oboè, les primeres paraules Vergnügte Ruh (Plaent repòs) en determinen el caràcter de la música, amb una nota molt llarga precisament sobre Ruh. En el recitatiu del segon número, on es parafraseja l'evangeli amb l'insult racha (beneït), fa de pont a l'ària següent que és una peça molt particular amb la participació de l'orgue acompanyat dels violins i violes a l'uníson; dividida en dues parts, a la primera hi destaca una gran agitació sobre les paraules Rach’s und Hass (venjança i odi) i a la segona unes vocalitzacions sobre verlacht (fan befa). Un segon recitatiu porta a l'ària de l'últim número amb la participació de tota l'orquestra i l'orgue que introdueix una figuració ràpida, possiblement com a presentació del text que convida a abandonar de pressa aquesta vida. Té una durada aproximada d'uns vint-i-dos minuts.

## Discografia seleccionada
- J.S. Bach: Das Kantatenwerk. Sacred Cantatas Vol. 9. Gustav Leonhardt, Leonhardt-Consort, Paul Esswood. (Teldec), 1994.
- J.S. Bach: The complete live recordings from the Bach Cantata Pilgrimage. CD 32: St Gumbertus, Ansbach; 30 de juliol de 2000. John Eliot Gardiner, English Baroque Soloists, Michael Chance. (Soli Deo Gloria), 2013.
- J.S. Bach: Complete Cantatas Vol. 16. Ton Koopman, Amsterdam Baroque Orchestra, Bogna Bartosz. (Challenge Classics), 2004.
- J.S. Bach: Cantatas Vol. 37. Masaaki Suzuki, Bach Collegium Japan, Robin Blaze. (BIS), 2007.
- J.S. Bach: Church Cantatas Vol. 51. Helmuth Rilling, Bach-Collegium Stuttgart, Julia Hamari. (Hänssler), 1999.
- J.S. Bach: Cantata BWV 170. Pau Casals, Perpignan Festival Orchestra, Janiel Tourel. (Columbia), 1952.
- J.S. Bach: Cantatas BWV 170, 82 & 159 . Sir Neville Marriner, Academy of St. Martin in the Fields, Janet Baker. (DECCA), 2006.
- J.S. Bach: Cantatas BWV 54, 169 & 170 for alto. Robert King, The King’s Consort, James Bowmann. (Hyperion), 1989.
- J.S. Bach: Cantatas BWV 54, 170, and BWV 1060 & 1067. Jeanne Lennon, Tafelmusik Baroque Orchestra, Daniel Taylor. (Analekta), 2012.
- J.S. Bach: Cantatas for Alto Solo. Philippe Herreweghe, Orchestre du Collegium Vocale, Andreas Scholl. (Harmonia Mundi), 1997.